# جورج دامبوا
جورج دامبوا هو مبارز بالسيف بلجيكي، مثّل بلاده في الألعاب الأولمبية الصيفية 1928.

## روابط رياضية
جورج دامبوا على موقع أوليمبيديا (الإنجليزية)